# Erica syngenesia
Erica syngenesia är en ljungväxtart som beskrevs av Robert Harold Compton. Erica syngenesia ingår i släktet klockljungssläktet, och familjen ljungväxter. Inga underarter finns listade i Catalogue of Life.